# 發寒中央車站
發寒中央車站（日语：／ Hassamu-chūō eki */?）是一由北海道旅客鐵道（JR北海道）所經營的鐵路車站，位於日本北海道札幌市西區，是JR北海道函館本線沿線車站之一，屬於JR北海道本社（札幌總部）的直轄範圍，並委託由JR北海道的子公司——北海道JR服務網（北海道ジェイ・アール・サービスネット）代為經營。
本站地處札幌市西郊的住宅區中央，附近的商業活動很有限，主要利用的旅客多為搭車至市區內上班上學的通勤旅次。
「發寒」源自阿伊努語的「hacam-pet」，意思是灰椋鳥的河流。

## 車站結構
對向式月台2面2線（月台長：135m）的跨站式站房。

### 月台配置
| 月台 | 路線      | 方向 | 目的地                       |
| ---- | --------- | ---- | ---------------------------- |
| 1    | ■函館本線 | 上行 | 手稻、小樽方向               |
| 2    | ■函館本線 | 下行 | 札幌、岩見澤、新千歲機場方向 |

## 相鄰車站
北海道旅客鐵道（JR北海道）
■函館本線
□Home Liner、■快速「機場」、「Niseko Liner」、■區間快速（札幌－手稻間快速）「石狩Liner」
通過
■普通（包含所有在札幌車站以東路段又改為快速或區間快速的列車）
發寒（S05）－發寒中央（S04）－琴似（S03）